# Werner Scheltjens
Werner Frans Yvonne Scheltjens (* 1. Dezember 1978 in Mortsel) ist ein belgischer Historiker.

## Leben
Nach dem Studium (1997–2001) der Osteuropäischen Sprachen und Kulturen (Lic.), (KU Leuven) an der Staatlichen Universität Sankt Petersburg und an der Staatlichen Universität Kasan war er von 2002 bis 2004 wissenschaftlicher Mitarbeiter (Netherlands-Russian Archive Centre (NRAC) / Institute for North and East European Studies (INOS)), Rijksuniversiteit Groningen. Nach der Promotion in Groningen 2009 war er von 2013 bis 2019 Akademischer Assistent am Lehrstuhl für Sozial- und Wirtschaftsgeschichte der Universität Leipzig. Nach der Habilitation 2020 in Leipzig (Venia legendi für Sozial- und Wirtschaftsgeschichte und Osteuropäische Geschichte) ist er seit 2021 Professor für Digitale Geschichtswissenschaften an der Universität Bamberg.

## Schriften (Auswahl)
- Dutch deltas. Emergence, functions and structure of the Low Countries’ maritime transport system, ca. 1300–1850. Leiden 2015.
- North Eurasian trade in world history, 1660–1860. The economic and political importance of the Baltic Sea. London 2022.